# 柏保路·馬里
柏保路·馬里·比利亚尔（西班牙語：Pablo Marí Villar，發音：[ˈpaβlo maˈɾi biˈʎaɾ]；1993年8月31日—），是一名西班牙職業足球員，司職中後衛。現效力於意甲球會費倫天拿。

## 球會

### 曼城
2016年8月15日，馬里轉會至英格蘭超級足球聯賽球會曼城，1日後被外借至赫罗纳，為期1個賽季。
於其後2年間，馬里分別外借至荷兰足球甲级联赛球會NAC比達和西班牙乙組足球聯賽球會拉科鲁尼亚，他於效力NAC比達期間成為球隊的隊長。

### 法林明高
2019年7月11日，馬里轉會至巴西足球甲級聯賽球會法林明高，簽約至2022年，轉會費為130萬歐元。他成為第3位效力該球會的西班牙球員。7月28日，馬里於聯賽客勝保地花高3比2的比賽中首次代表球隊上陣。他迅速融入球隊一隊，與組成正選防線 。
2019年8月25日，馬里於客勝施亞拉3比0的比賽中，於禁區內以窩利攻入射進轉會後首個入球。9月7日，他在對陣艾華爾時，以頭鎚攻入1球，協助球隊作客以3比0勝出。11月，馬里隨球隊贏得南美解放者杯冠軍，成為首位捧盃的西班牙人。

#### 阿仙奴（外借）
2020年1月29日，馬里被外借至英格蘭超級足球聯賽球會阿仙奴，直至賽季完結。

#### 阿仙奴
2020年7月，阿仙奴正式買斷馬里。
2020年12月3日，馬里在歐足總歐洲聯賽中以4比1擊敗維也納迅速的比賽中踢進了自己的第一個進球。

## 榮譽

### 球會
法林明高
- 巴西足球甲級聯賽：2019年[17]
- 南美解放者杯：2019年[18]

 阿仙奴
- 英格蘭足總盃冠軍：2019-20賽季[19]
- 英格蘭社區盾冠軍：2020年[20]

### 個人
- 巴西足球甲級聯賽最佳陣容（英语：Campeonato Brasileiro Série A Team of the Year）：2019年[21]

## 外部連結
- Gimnàstic official profile （页面存档备份，存于） （西班牙文）
- 柏保路·馬里在BDFutbol中的档案
- Soccerway資料庫：柏保路·馬里